# كامل الدجاني
كامل الدجاني (1899-1985) شاعر فلسطيني ولد في مدينة يافا وتلقى دروسه الأولى في الكُتاب، والتحق بمدارس يافا الإبتدائية ثم تتلمذ على يد والده توفيق الدجاني مفتي الديار اليافاوية، وأنهى تعليمه الثانوي في المدرسة الصلاحية بالقدس.
توفي في مدينة القاهرة عام 1985.

## سيرته
التحق عام 1912 بالأزهر الشريف ولم يكمل دراسته بسبب نشوب الحرب العالمية الأولى؛ حيث نفي مع عائلته إلى الأناضول بسبب مقاومتهم تتريك العرب ولكنه عاد إلى القاهرة بعد انتهاء الحرب وواصل التعليم فيها بين عامي (1920-1923)، فكان يدرس اللغة العربية وآدابها في الجامعة المصرية مما نمى موهبته في الشعر والكتابة، ثم عاد إلى يافا وشارك في تأسيس دار العلوم الإسلامية وعمل في التدريس.
نشر العديد من القصائد والمقالات في جريدة فلسطين وجريدته الجزيرة قبل النكبة، كما أصدر ديوانه" في غمرة النكبة" عام 1971. شارك في تأسيس جريدة الجزيرة في يافا مع ابن عمه حسن فهمي الدجاني بعد عودته من مصر وقضائه أكثر من عامين فيها، وأسس في سن مبكرة من عمره جمعية الشبان المسلمين بيافا مع رفيق دربه في النضال علي الدباغ، وكان من أهم نشطائها في عملها الخيري والاجتماعي العلني ثم الجهادي السري المبكر. ثم أسس المنتدى الأدبي، الذي اهتم بقضايا النضال العربي الوحدوي القومي في بلاد الشام والعراق وأضحى محورًا لحركة فكرية أدبية واجتماعية قوية في يافا جعلتها مركزًا مهمًا للعمل الوطني في كل جغرافيا فلسطين.
وفي عام 1929، أسهم كامل الدجاني على نحوٍ فعال في الانتفاضة والثورة التي عمت فلسطين، فاعتقلته سلطة الاحتلال البريطاني مرتين. وخرج من السجن من دون أن تتم محاكمته لعدم ثبوت الأدلة ضده. كذلك كان من الأعضاء البارزين في اللجنة التي أعدت للمؤتمر الإسلامي الأول الذي عقد في القدس عام 1930 بدعوة من المفتي العام للقدس وفلسطين الحاج أمين الحسيني، وفي الأول من أغسطس 1931، شارك كامل الدجاني مع علي الدباغ وحمدي النابلسي وأحمد الكيالي كوفد من يافا في مؤتمر نابلس للتسلح.